# Dag Hammarskjöld
Dag Hjalmar Agne Carl Hammarskjöld (29. července 1905 Jönköping – 18. září 1961 Ndola) byl švédský politik, diplomat a druhý generální tajemník Organizace spojených národů. Do úřadu generálního tajemníka nastoupil v době vrcholícího napětí mezi Západem a Východem, a přesto dokázal posílit dobré jméno, nezávislost i akceschopnost OSN.
Zasloužil se mimo jiné o osvobození amerických pilotů zajatých během války v Koreji (1955), o řešení Suezské krize (1956) a Konžské krize (1960). Prosazoval zásady preventivní diplomacie: problémy uvnitř mezinárodního společenství se mají řešit dřív, než naplno propuknou. Především za to mu byla v roce 1961 udělena Nobelova cena za mír.
V tomtéž roce zemřel při leteckém neštěstí. Následující vyšetřování naznačilo možnost, že letadlo bylo sestřeleno. Americký prezident John Fitzgerald Kennedy nazval Daga Hammarskjölda největším státníkem 20. století.

## Osobní život

### Dětství a studium
Dag Hammarskjöld se narodil v Jönköpingu do šlechtické rodiny Hammarskjöld (psáno též Hammarskiöld či Hammarsköld), zapsané ve švédském Riddarhusetu. Většinu dětství strávil v Uppsale, přičemž pobýval v Uppsalském hradu. Byl čtvrtým, nejmladším synem Hjalmara Hammarskjölda, který byl švédským premiérem mezi lety 1914 až 1917.
Hammarskjöld studoval nejdříve na Katedralskolan v Uppsale a později i na Uppsalské univerzitě, na které vystudoval právo a filosofii. Již v průběhu právnického studia začal pracovat pro švédský vládní Výbor pro nezaměstnanost, kde se brzy stal prvním tajemníkem, a své studium zakončil doktorátem v ekonomii ze Stockholmské univerzity.
Již během studií Hammarskjöld vynikal jak svým intelektem a schopností učení, tak šíří svých zájmů: kromě výše uvedených akademických zájmů se také věnoval literatuře, jazykům, hudbě a malbě, a také gymnastice, lyžování, a alpinismu.

### Spiritualita
Posmrtně vydaná sbírka Hammarskjöldových diářů Vägmärken (v překladu Znamení na cestě) poskytuje vhled do jeho duchovního života, který byl významně ovlivněn teologickými diskusemi a učením Mistra Eckharta a Jana van Ruusbroec. Dle vlastních slov jej tito teologové inspirovali k vidění vlastního povolání jako údělu, a postřehy pokrývající přes 35 let jeho života se často točí právě kolem jeho pokusů pochopení vlastní role jako duchovního úkolu a odpovědnosti.
Mimo teologickou hodnotu je sbírka zajímavá i pro Hammarskjöldovo využití formy haiku.

## Pracovní život

### Před zvolením generálním tajemníkem OSN
Mezi lety 1930 a 1934 působil Hammarskjöld jako tajemník vládního Výboru pro nezaměstnanost, odkud po dokončení doktorandského studia v ekonomii odešel pracovat do Riksbanky - Švédské národní banky. Zde od roku 1935 zastával pozici tajemníka, od roku 1941 do roku 1948 pak působil jako předseda Rady Riksbanky. Zároveň působil v letech 1936 až 1945 jako náměstek na švédském ministerstvu financí.
Hammarskjöldovi je připisováno první použití termínu "plánovaná ekonomika," a spolu se svým bratrem Bo, který v té době působil jako náměstek na švédském ministerstvu sociálních věcí, byl zodpovědný mimo jiné za přípravu legislativy, která tvoří švédský sociální model.
Od roku 1949 začal Hammarskjöld působit v oblasti zahraničních věcí, a to nejprve jako tajemník vlády, a v letech 1951 až 1953 jako náměstek ministra zahraničních věcí a ministr bez portfeje ve vládě Tageho Elrlandera. Mimo jiné to byl právě Hammarskjöld, kdo vytyčil pozici Švédska mimo vojenskou spolupráci NATO bez toho, aby byla ohrožena politická či ekonomická spolupráce.
V rámci svého působení na švédském ministerstvu zahraničních věcí byl členem (od roku 1952 předsedou) delegací na 7. i 8. zasedání valného shromáždění OSN, a v letech 1947-1953 byl také delegátem reprezentujícím švédsko v Organizaci pro Evropskou hospodářskou spolupráci. Právě na těchto zahraničních misích si Hammarskjöld začal budovat renomé mezi zahraničními delegáty i zástupci OSN, které později vyústilo v jeho zvolení generálním tajemníkem OSN.

### Působení ve funkci generálního tajemníka OSN

#### Zvolení do funkce
První generální tajemník OSN a Hammarskjöldův předchůdce Trygve Lie 10. listopadu 1952 oznámil svou rezignaci na tuto funkci. Primárním důvodem pro rezignaci byly jeho rozkoly se Sovětským svazem poté, co se Lie postavil na stranu Spojených států v otázce války v Koreji, a mj. souhlasil s použitím vojsk OSN v Koreji pod velením amerických generálů. Od roku 1949 bylo zároveň Norsko členem NATO, a Lie se tak ocitl v pozici, kdy nebyl vnímán jako nestranný v rámci vznikajících bloků studené války. Od roku 1950, kdy bylo jeho funkční období prodlouženo kvůli oboustrannému vetu, mj. Sovětský svaz adresoval komunikaci Sekretariátu OSN, nikoliv generálnímu tajemníkovi. Vyjednávání dohody o neútočení na Korejském poloostrově Lie vnímal jako příležitost pro předání pozice, a nový start dříve, než by byla dále poškozena samotná OSN.
Proces hledání náhrady za Lieho započal 13. března 1953. Jediným kandidátem, který obdržel většinu hlasů členů Rady bezpečnosti OSN, byl Lester B. Pearson z Kanady, který byl ovšem vetován Sovětským svazem. Dva týdny po začátku hlasování pořád nebylo možné najít východisko, a tak zástupce Francie Henri Hoppenot přišel se čtyřmi novými jmény - mezi nimi i Hammarskjöldovým, přičemž Hoppenot znal Hammarskjölda z Organizace pro Evropskou hospodářskou spolupráci.
Hammarskjöld, který měl do té doby renomé apolitického technokrata (ani počas působení ve vládě nevstoupil do žádné politické strany), a pocházel ze Švédska, které odmítlo účast v NATO, byl přijatelný pro obě strany. Hned poté, co zástupce Sovětského svazu v Radě bezpečnosti Valerian Alexandrovič Zorin oznámil, že za Hammarskjölda je ochotný hlasovat (privátně jej označil za "neškodného"), jej začli brát vážně i ostatní členové Rady bezpečnosti, a 31. března byl doporučen Valnému shromáždění jako kandidát na pozici generálního tajemníka. Hlasování Valného shromáždění proběhlo 7. dubna 1953, přičemž proti Hammarskjöldovi hlasovala pouze Čínská republika (Švédsko uznávalo Čínskou lidovou republiku).
Dag Hammarskjöld se ujal funkce generálního tajemníka OSN 10. dubna 1958.

#### Přístup k funkci
Hammarskjöld byl od počátku své funkce aktivní v projektech, které měly za cíl vytvářet dobré pracovní podmínky a morálku napříč celou OSN. Mezi některá z opatření, které zavedl, patří například cílená návštěva každého oddělení, stravování v kafeterii společně s ostatními zaměstnanci, či zpřístupnění privátního výtahu všem zaměstnancům. Zároveň také např. odepřel agentům FBI, kteří byli hnáni vrcholící érou McCarthismu, přístup do budovy OSN v New Yorku.
Na počátku svého prvního funkčního období dohlížel na rozsáhlou reorganizaci OSN, která měla za cíl upřesnit zodpovědnost jednotlivých oddělení i osobní zodpovědnost každého ze zaměstnanců, které upomínal na to, že při práci v OSN musí upustit od úzce koncipovaných národních zájmů.

#### Dozvuky války v Koreji
Po ukončení Války v Koreji zůstalo v zajetí Čínské lidové republiky 11 pilotů USA, kteří během války údajně narušovali vzdušný prostor Číny. Ačkoliv toto bylo v USA vnímáno negativně, a politici byli vyzýváni k řešení této otázky, prezident Eisenhower trval na tom, že jelikož tito piloti sloužili pod velením OSN, připadá na tuto i otázka jejich osvobození.
Ačkoliv se OSN již delší dobu pokoušela najít řešení, situaci komplikovala skutečnost, že Čínská lidová republika v tom čase nebyla členem OSN. Hammarskjöld se tedy nakonec odhodlal k žádosti o oficiální návštěvu v Pekingu, na kterou premiér Čou En-laj odpověděl kladně. V roce 1955 tak Hammarskjöld navštívil Peking, a osobně se s čínským premiérem setkal.
Bezprostředně po této návštěve nedošlo k žádnému veřejnému posunu v otázce zajatých pilotů, ovšem po několika měsících byli propuštěni první čtyři piloti, zatímco zbývajících sedm bylo propuštěno na Hammarskjöldovy 50. narozeniny v červenci téhož roku.

#### Suezská krize
V reakci na zamítnutí půjčky na výstavbu Asuánské přehrady Světovou bankou na nátlak USA se v roce 1956 rozhodl egyptský prezident Gamál Násir znárodnit Suezský průplav, který byl do té doby vlastněn akciovou společností s účastí francouzských investorů i Spojeného království. Tímto krokem se Násir snažil zajistit alternativní zdroj financování pro výstavbu přehrady, no mezinárodní reakce vedla k tzv. Suezské krizi.
29. října 1956 spustily ozbrojené síly Izraele invazi egyptského území, o dva dny později začlo francouzské a britské letectvo bombardovat egyptská letiště (žádný nálet této koalice nebyl podniknut proti vojskům Izraele), a během 5. a 6. listopadu vstoupila vojska těchto dvou evropských států na egyptské území a obsadila průplavní pásmo.
Ačkoliv se zpočátku Francie i Velká Británie bránily řešení za pomoci OSN, ostrý politický (zejména ze strany USA, ale i Sovětského svazu) i ekonomický (embargo na dovoz ropy ze Saúdské Arábie, hrozba devalvace libry, a odmítnutí půjčky Mezinárodním měnovým fondem) nátlak zajistil, že již během půlnoci z 6. na 7. listopadu Velká Británie přijmula příměří.
Následného řešení situace se Hammarskjöld ujal v čele OSN s návrhem na vytvoření samostatného oddílu ozbrojených sil, který by spadal výhradně pod tuto organizaci. Konkrétní plán, vypracovaný Hammarskjöldem a kanadským ministrem vnějších záležitostí Lesterem B. Pearsonem, byl schválen Valným shromážděním OSN rezolucí 1001. Toto dalo vzniknout Pohotovostním jednotkám OSN, které čítaly 6000 mužů z 10 zemí, a které již v listopadu 1956 začly nahrazovat cizí vojska. Tyto jednotky zůstaly střežit hranici mezi oběma státy po 10 let, i poté, co již v březnu 1957 Suez opustili poslední francouzští a britští vojáci.
Navzdory úspěchu této mise, označované později jako UNEF I, byl Hammarskjöld přesvědčen o tom, že by OSN neměla mít k dispozici žádné trvalé ozbrojené jednotky.

#### Konžská krize
Krátce poté, co Kongo dosáhlo nezávislosti na Belgii v roce 1960, v této zemi vypukl ozbrojený konflikt, později známý jako Konžská krize. Vyhlášení nezávislosti 30. června 1960 nepředcházely žádné zásadní přípravy, a tak zůstala nevyřešena celá řada problémů, včetně federálního uspořádání či kmenových vztahů. Hned první červencový týden tak došlo k vzpouře v ozbrojených složkách, a násilnostem mezi bělošskou a domorodou populací.
V reakci na tyto události Belgie vyslala svá vojska a poskytla podporu státům Katanga a Jižní Kasai, které následně vyhlásili nezávislost. Ačkoliv premiér Patrice Lumumba opakovaně žádal o podporu ze strany OSN, mise, která byla schválena (ONUC), měla pouze mandát dohlížet na stažení zahraničních vojáků, a neměla jakkoliv zasahovat do sporu mezi centrální vládou a separatisty. Hammarskjöld osobně odmítal vstup OSN do tohoto konfliktu, neboť se obával toho, že bude opět narušena reputace nestrannosti této organizace.
Po postupném zhoršování situace, které skončilo Lumumbovou popravou a upevněním moci Mobutu Sese Seka se stupňovala také pozice OSN, přičemž v roce 1961 čítala mise ONUC již 20 000 mužů. Stále častěji tak docházelo k bojům mezi jednotkami OSN a separatisty, což přimělo Hammarskjölda k snaze vyjednat příměří.
Při letu do města Ndola, kde měl Hammarskjöld jednat o příměří se separatisty a o dalším postupu, došlo k letecké nehodě, která způsobila smrt všech 16 osob na palubě, včetně generálního tajemníka OSN. Vyšetřování této nehody naznačilo, že se mohlo jednat o sestřelení letadla – tento případ nebyl nikdy spolehlivě objasněn, o čemž svědčí i jeho opětovné vyšetřování OSN více než 50 let po této události.
Po Hammarskjöldově smrti došlo k výrazné změně přístupu OSN k tomuto konfliktu, a její vystupování bylo pod vedením jeho nástupce U Thanta mnohem radikálnější. 